# Phylidorea (Phylidorea) ferruginea
Phylidorea (Phylidorea) ferruginea is een tweevleugelige uit de familie steltmuggen (Limoniidae). De soort komt voor in het Palearctisch gebied.